# Camponotus rubiginosus
Camponotus rubiginosus é uma espécie de inseto do gênero Camponotus, pertencente à família Formicidae.